# Dimitrie Ion Ghica
Dimitrie Ion Ghica, född 1875, död 1967, var en rumänsk furste och diplomat.
Efter juridiska och diplomatiska studier i Paris kom Ghica i diplomattjänst 1894, var minister i Bulgarien 1913-1914, i Rom 1914-1918, i Paris 1919-1922 och delegerade vid fredskonferensen 1919. Han var därefter generalsekreterare i utrikesdepartementet 1926-1928, åter minister i Rom 1928-1931 och därefter från april 1931 utrikesminister.